# ГНУ пројекат
ГНУ пројекат је слободни софтвер, пројекат масовне сарадње, осмишљен 27. септембра 1983. године, од стране Ричарда Сталмана на МИТ-у. Циљ овог пројекта је био да заједничким развојем и производњом софтвера да слободу и контролу корисницима компјутера и компјутерских уређаја. Термин "слобода" подразумева следећа права слободе: корисници слободно могу да користе софтвер, да га деле (копирају, дистрибуирају), проучавају или да га модификују. ГНУ софтвер гарантује (својом лиценцом) да су ова права слободе апсолутно легална, па самим тим ГНУ пројекат представља слободни софтвер.
Да би била осигурана сва права која рачунарски софтвер гарантује својим корисницима (коришћење, дељење, учење, модификација), чак и најбитнији део - оперативни систем (укључујући све нумеричке корисне програме), мора да буде слободни софтвер. Основни циљ пројекта је да се изгради слободни оперативни систем, и да, уколико је могуће, "све корисно које обично долази у пактеу са Јуникс системом, буде достпуно без икаквог неопходног поседовања власничког софтвера". Сталман је одлучио да назове овај оперативни систем ГНУ (рекурзивна скраћеница која значи "ГНУ-ово не Јуниксово"), базиран на Јуниксу, власничком оперативном систему. Његов развој је започет у јануару 1984. године. У 1991. години, када се појавило Линуксово језгро, направљено од стране Линуса Торвалдса, направљена је верзија 2 у децембру 1992. године под ГНУ-овом општом јавном лиценцом. У комбинацији са врлинама већ постојећег оперативног система развијеног од стране ГНУ тима, створили су се услови за први оперативни систем који је слободан софтвер, познат као Линукс или ГНУ/Линукс.
Тренутни посао пројекта укључује софтверски развој, буђење свести, политичку кампању и дељење новог материјала.

## Порекло
Ричард Сталман је најавио своју идеју за покретање кодирања ГНУ пројекта у Јузнет поруци у септембру 1983. године.
Када је ГНУ порјекат стартовао са радом, имали су "Емакс текст едитор преко Lispа (програмсог језика) за писање команди, дебагер изворног нивоа, Yacc-компактибилан рашчлањивач генератора, и линкер" ГНУовом систему је било потребно да имају сопствени C (C) компајлер и алате као слободне софтвере, па је и на томе морало да се ради. До јуна 1987. године, пројекат је надоградио и развио слободни софтвер за асемблер, скоро завршио прилагођавање C компајлера (ГЦЦ), едитор (ГНУ Емакс) као и разне Јуниксове карактеристике (као што су ls, grep, awk, make и ld). Имали су почетно језгро које је захтевало више ажурирања.
Када су завршени језгро и компајлер, ГНУ се могао користити као алатка за развој програма. Главни циљ је био да се направи више различитих апликација да личе на Јуникс систем. ГНУ је могао да покрене Јуниксове програме али није био исти као Јуникс. ГНУ је убацио дужа имена фајлова, бројеве верзије фајла и један фајл систем који је отпоран на баговање. ГНУ Манифесто је објавио да добија подршку и учешће других на пројекту. Програмери су се охрабрили да заузму део у било ком делу пројекта који им је интересантан. Људи су могли да донирају средства, делове компјутера, или чак и њихове кодове и програме за пројекат.
Настанак и развој већине аспеката ГНУ пројекта (и слободног софтвера генерално) се налазе у детаљно објашњеном Емакс помоћном систему. ("C-h g" покреће Емакс едитор команду.) Такође, историја ГНУ пројекта је детаљно објашњена и на њиховом веб сајту.

## ГНУ Манифесто
ГНУ Манифесто (часопис) је писао Ричард Столман да би придобио подршку и помоћ у ГНУ пројекту. У ГНУ Манифесту, Сталман је написао четири основне слободе битне за кориснике софтвера: слобода да се покреће програм за било какву сврху, слобода да се учи механика програма и да се сам програм измени, слобода да се редистрибуирају копије и слобода да се поправе и модификују верзије за јавну употребу. За реализацију ових слобода, корисницима је потребан 100% приступ коду. Да би се обезбедило да код остане слободан и доступан јавности, Столман је креирао ГНУ-ову општу јавну лиценцу (ГОЛ), што је омогућило да софтвер и његове будуће генерације истог кода остану слободни за јавну употребу.

## Филозофија и активизам
Иако је већина ГНУ-ових пројеката техничке природе, сви ти пројекти су покренути као социјална, етничка и политичка иницијатива. ГНУ порјекат је објавио велики број списа, док је већина од њих написана од стране Ричарда Сталмана.

## Слободни софтвер
ГНУ прoјекат користи софтвере који дозвољавају корисницима да их слободно копирају, мењају и дистрибуирају. Представља слободни софтвер у смислу да омогућава својим корисницима да га мењају и прилагоде сопственим потребама. Начин на који програмери добијају слободни софтвер зависи од тога где су га набавили. Софтвер се може добити од стране пријатеља или преко интернета, или од компаније за коју програмер ради где може набавити тражени софтвер.

## Финансирање
Приходовање од придружених чланова, продаја и донација као вид подршке за ГНУ пројекат.

## Копилефт
Копилефт представља спрегу која помаже да се одржи слободно коришћење ових софтвера међу другим програмерима. Копилефт даје легално право да сви користе, мењају и редистрибуирају програме или програмске кодове све док се не мењају услови дистрибуирања. Као резултат, сваки корисник који је добио софтвер легално има исту слободу као сви остали корисници.
ГНУ пројекат и фондација слободног софтвера понекад бирају "јак" а некад "слаб" копилефт. "Слаби" копилефт програми углавном дозвољавају дистрибуцију за њихово спајање са власничким програмима, док "јаки" копилефт програми строго забрањују ову праксу. Већина верзија ГНУ-ових пројеката је објављена под јаким копилефтом, док су неки објављени под слабим копилефтом или попустљивом лиценцом слободног софтвера.

## Развој оперативног система
Први циљ ГНУ пројекта је био да направи цео оперативни систем слободног софтвера. До 1992. године, ГНУ пројекат је комплетирао све главне компоненте оперативног система осим језгра, ГНУ Хурда. Са објављивањем Линукс језгра, које је самостално почео Линус Торвалдс 1991. године, и објављивањем верзије 0.12, 1992. године под Гну-овом лиценцом, по први пут је било могуће покренути оперативни систем сачињен искључиво од слободног софтвера. Иако језгро Линукса није део ГНУ-овог пројекта, оно је надограђено користећи ГЦЦ и остале ГНУ програмске алате и објављено је као слободни софтвер под ГНУ-овом општом јавном лиценцом.

## ГНУ/Линукс
Данас, стабилна ГНУ-ова верзија (или варијанта) се може покренути комбинацијом ГНУ пакета са Јуникс-лајк Линукс језгром. ГНУ пројекат ово назива ГНУ/Линукс, а дефинисане карактеристике су комбинација:
- ГНУ пакета[13][14] (осим за ГНУ Хурд) 
ГНУ пакети се састоје од бројних алата оперативног система и услуга (шел, ГНУ основни алати, компајлери, библиотеке итд.)[13][14] укључујући имплементацију библиотеке свих функција направљених у POSIX систему (POSIX.1).[15][16] ГЦЦ компајлер се може генерисати код машине за велике различите архитектуре компјутера.[17]
- Језгра Линукса– имплементира прорамско планирање, мултитаскинг, управљачке уређаје, управљање меморијом итд. и дозвољава систему да покрене различите архитектуре рачунара.[18] Линус Торвалдс је објавио Линуксово језгро под ГНУ-овом општом јавном лиценцом 1992. године ;[19] ово језгро међутим није део ГНУ-овог пројекта.[20][21][22][23]
- Не-ГНУ програма - различити пакети слободног софтвера који нису део ГНУ-овог пројекта али су објављени под ГНУ-овом општом јавном лиценцом или под лиценцом слободног софтвера.

У оквиру ГНУ вебсајта постављена је листа пројеката и сваки пројекат је специфиран и указује који тип програмера може да ради на задатку потребном за ГНУ пројекат. Ниво вештине варира од пројекта до пројекта али сваком ко има предзнање у програмирању је омогућено да учествује у пројекту.
Паковање ГНУ алата, заједно са Линуксовим језгром и другим програмима, се обично назива Линукс дистрибуција (дистро). ГНУ Пројекат позива остале на комбинацију ГНУ и Линукс језгра "ГНУ/Линукс", што доводи до ГНУ/Линукс проблема именовања.
Данас већина Линукс дистрибуција комбинује ГНУ пакете са Линукс језгром који садржи власничке бинарне мрље и велики број власничких програма.

### ГНУ-ове смернице дистрибуције слободног софтвера
ГНУ-ове смернице дистрибуције слободног софтвеера (ГНУ СДСС) представљају обавезни систем дистрибуције који се користи да објасни шта је потребно инсталираним дистрибуцијама система (као што је ГНУ/Линукс дистрибуција) да се квалификују као слободни, и да помогне при дистрибуцији девелопера који праве своје дистрибуције.
Углавном, ово обухвата дистрибуције које представљају комбинацију ГНУ пакета са Линукс-Либре језгром (модификовано језгро Линукса, које брише бинарне мрље, мења код и делове кода под власничком лиценцом) и састоји се само од слободног софтвера (избегавајући власнички софтвер у потпуности). Дистрибуције које су усвојене од стране ГНУ СДСС-а укључују куЊуСенс (qNewSense),Парабла ГНУ/Линукс-либре (Parabla GNU/Linux-libre), Трискел ГНУ/Линукс, Утуто, и још неке.
Федора пројекат смернице дистрибуције лиценце су коришћене као основа за СДСС.

## Стратешки пројекти
Од средине 1990-их, пуно је компанија инвестирало у развој слободног софтвера. Задужбина за слободни софтвер је преусмерила своје ресурсе ка легалном и политички подржаном развоју слободног софтвера. Развој софтвера се од тог тренутка фокусира на одржавање постојећих пројеката, док су се нови пројекти покретали само када је на тржишту претила озбиљна опасност заједници слободног софтвера. Један од најзначајних пројеката икада покренутих од стране ГНУ Пројекта је ГНУ колекција компајлера, чије су компоненте усвојене као стандардни компајлер систем на многим Јуникс-лајк системима.

### ГНОМ
ГНОМ десктоп окружење је покренуто од стране ГНУ Пројекта зато што је други десктоп систем, КДЕ, који је био веома популаран, захтевао од корисника да инсталирају КуТе (Qt), који је био власнички софтвер. Да би заштитили људе од искушења да инсталирају КДЕ и КуТе, ГНУ Пројекат је покренуо два пројекта. Један пројекат је познат под именом "Хармонијски алати". Он је представљао покушај да се направи слободни софтвер као замена за КуТе. Да је овај пројекат био успешан, постојећи проблеми са КДЕ би могли бити решени. Други пројекат је ГНОМ, који би решавао исти проблем из другог угла. Био је планиран као замена за КДЕ који није зависио од власничког софтвера. Први пројекат није одмакао далеко, али је пројекат везан за ГНОМ добро развијен и одрађен. На крају, власничка компонента због које је КДЕ зависио од КуТе-а је објављена као слободни софтвер.

### ГНУ Предузећe
ГНУ Предзеће (ГНУп) је мета пројекат започет 1996. године, и може се означити као потројекат ГНУ Пројекта . ГНУ-ов циљ је да направи слободно "предузеће класе података базирано на свесним апликацијама"  (ЕРП итд.). ГНУп је дизајниран да окупи предузетне софтвере за ГНУ систем на једно место (слично као ГНОМ пројекат који прикупља десктоп софтвере).

## Признање
У 2001. години, ГНУ пројекат је примио УСЕНИX награду за доживотно дело за "распрострањеност, ширину и квалитет својих слободних и приступачних софтвера који се могу редистрибуирати и модификовати, што је омогућило генерацију истраживања и комерцијалног развоја".